# 大宮スケートセンター
大宮スケートセンター（おおみやスケートセンター）は、埼玉県大宮市（現在のさいたま市大宮区）大成町にかつて存在したスケート場。スケートの他、プロレスなどのイベント会場としても使用された。

## 施設概要
所在地は大宮市大成町3の406。1964年10月1日に開館した。大和製氷冷蔵会社が自社製の製氷用冷凍機を利用し、会社の隣に作ったものであった。10月ごろから3月ごろまではスケート場として営業し、夏の時期にはプールとして営業した。
1996年に閉館した。

## 開催されたイベント
スケート場やプール以外にも、プロレスなど格闘技の会場として使用された。例えば以下の試合が行われた。
- 1978年7月15日 - テリー・ファンクvsアブドーラ・ザ・ブッチャーの遺恨対決が行われるが無効試合となった[5]。
- 1978年8月13日 - 具志堅用高vs金莫童（ノンタイトル戦）[6]
- 1984年4月11日 - UWFの旗揚げ戦が行われた[7]。
- 1990年9月1日 - アジャコングが獄門党を離脱してから最初のブル中野との一騎打ち（金網デスマッチ）[8]。
- 1996年10月5日 - 無我による関東初進出の興行[9]。